# Rimini Calcio 1959-1960
Questa voce raccoglie le informazioni riguardanti il Rimini Calcio nelle competizioni ufficiali della stagione 1959-1960.

## Rosa
| N. |                   | Ruolo | Calciatore        |
| -- | ----------------- | ----- | ----------------- |
|    | Italia (bandiera) | C     | Giberto Alvoni    |
|    | Italia (bandiera) | A     | Alfredo Beltrame  |
|    | Italia (bandiera) | C     | Giovanni Ceschi   |
|    | Italia (bandiera) | C     | Gaspare Colombo   |
|    | Italia (bandiera) | C     | Virgilio Fioretti |
|    | Italia (bandiera) | C     | Sergio Geminiani  |
|    | Italia (bandiera) | D     | Sergio Gianni     |
|    | Italia (bandiera) | C     | Fabio Guerra      |
|    | Italia (bandiera) | D     | Sergio Lucchi     |
|    | Italia (bandiera) | P     | Franco Luison     |

| N. |                   | Ruolo | Calciatore        |
| -- | ----------------- | ----- | ----------------- |
|    | Italia (bandiera) | D     | Luciano Malagutti |
|    | Italia (bandiera) | C     | Pietro Marani     |
|    | Italia (bandiera) | C     | Marcello Neri     |
|    | Italia (bandiera) | A     | Filippo Nicoletti |
|    | Italia (bandiera) | A     | Federico Olivieri |
|    | Italia (bandiera) | C     | Feliciano Orazi   |
|    | Italia (bandiera) | A     | Benito Perfetti   |
|    | Italia (bandiera) | P     | Giano Pattini     |
|    | Italia (bandiera) | D     | Romano Scardovi   |
|    | Italia (bandiera) | D     | Gabriele Tadei    |